# Malta ai Giochi della XXIII Olimpiade
Malta partecipò ai Giochi della XXIII Olimpiade, svoltisi a Los Angeles, Stati Uniti, dal 28 luglio al 12 agosto 1984, con una delegazione di 7 atleti impegnati in cinque discipline.